# Караоба (Челябинская область)
Караоба — поселок в Варненском районе Челябинской области России. Входит в состав Катенинского сельского поселения.

## География
Расположен в центральной части района, на левом берегу реки Караталы-Аят. Расстояние до районного центра села Варна 33 км.

## История
Основан после 1910 г. жителями села Катенина. С 1970 г. располагалось отделение совхоза «Кулевчинский». 

## Население
| 2002 | 2010 |
| ---- | ---- |
| 204  | ↘143 |

(в 1970 - 360, в 1983 - 248, в 1995 -251)

## Улицы
- Береговая,
- Новая,
- Рабочий переулок,
- Школьная.

## Инфраструктура
- ООО «Заречье»